# Charles Verlinden
Pour les articles homonymes, voir Verlinden.
Charles Verlinden, né le 3 février 1907 à Saint-Gilles (Bruxelles-Capitale) et mort le 19 mai 1996 à Bruxelles, est un historien médiéviste belge, spécialiste de l'histoire économique, de l'esclavage et de la colonisation européenne en Amérique.

## Biographie
Charles Verlinden fait ses études à l'université de Gand auprès du médiéviste belge Henri Pirenne et de Louis-François Ganshof. En 1930, il soutient une thèse de doctorat sur Robert le Frison, publiée en 1935 sous le titre Robert le Frison, comte de Flandre. Étude d'histoire politique. Lauréat du Concours universitaire (1932), Verlinden bénéficie d'une bourse de voyage grâce à laquelle il se rend en France en 1932-1933 : d'abord à Strasbourg, où il rencontre Marc Bloch, puis à Paris où il intervient notamment dans les conférences de Ferdinand Lot à l'École pratique des hautes études. L'année suivante, il se rend en Espagne, et travaille notamment au Centro de estudios históricos de Madrid auprès de Claudio Sánchez-Albornoz. Enseignant à l'Athénée royal de Gand (1930-1934) puis à l'Athénée royal de Bruxelles (1935-1944), il est ensuite nommé professeur d'histoire moderne à l'université de Gand (1944) et exerce même les fonctions de Doyen de la Faculté des arts et de philosophie (1954-1956).
Secrétaire de l'Institut historique belge de Rome (1954-1986), Verlinden est nommé en 1959 directeur de l'Academia Belgica à Rome, poste qu'il occupe jusqu'en 1977. Régulièrement nommé professeur invité dans des universités étrangères (Université de Coimbra en 1946 et 1947, Université du Wisconsin en 1952, Université de Londres en 1953, Université Columbia (New-York) en 1954, Université de Washington (Seattle) en 1957), Verlinden est aussi très fréquemment sollicité pour faire des conférences dans diverses institutions en Europe, en Amérique latine et aux États-Unis.
Il reçoit de nombreuses distinctions durant sa carrière : membre de l'Académie royale flamande de Belgique des sciences et des arts, de la Real Academia de la Historia (Madrid), de la Medieval Academy of America ou de l'Accademia Nazionale dei Lincei ; il est aussi docteur honoris causa des universités de Séville (1968) et de Coimbra (1988) ; en 1970, il est le récipiendaire du Premio Internazionale Galileo Galilei dei Rotary Italiani pour sa contribution à l'histoire économique.
Verlinden s'est marié en 1931 à Nelly Noulard-Verlinden, docteur en droit de l'université de Gand, qui l'a accompagné dans ses voyages et l'a aidé dans ses dépouillements d'archives et ses recherches.

## Publications
- Les Empereurs Belges de Constantinople. Charles Dessart, Bruxelles 1945.
- L'esclavage dans l'Europe médiévale, t. 1: Péninsule ibérique - France, De Tempel, Bruges 1955; t. 2: Italie - Colonies italiennes du Levant - Levant latin - Empire byzantin, Gand 1977
- « The Big Leap Under Dom Joao II: From the Atlantic to the Indian Ocean », Maritime History 1. The Age of Discovery (1996)
- « Spices or Empire in Africa, Asia, and Brazil », Maritime History 1. The Age of Discovery (1996)
- « Portuguese Discoveries and International Cartography », Maritime History 1. The Age of Discovery (1996)
- « Background and Beginnings of Portuguese Maritime Expansion », Maritime History 1. The Age of Discovery (1996)
- « L'esclavage sur le littoral roumain de la Mer Noire: quelques notes historico-juridiques », Papers in European Legal History (1992)
- « La colonisation flamande aux Açores », Flandre et Portugal. Au confluent de deux cultures (1991)
- « Die Azoren und der Globus », Germanisches Nationalmuseum. Anzeiger des Germanischen Nationalmuseums und Berichte aus dem Forschungsinstitut für Realienkunde (1991)
- « Problèmes d'histoire de l'expansion portugaise », Revue belge de philologie et d'histoire. Belgisch tijdschrift voor philologie en geschiedenis 68 (1990)
- « Encore la traite des esclaves et les traitants italiens à Constantinople », Bulletin de l'Institut historique belge de Rome 59 (1989)
- Art. « Slavery », « slave trade », Dictionary of the Middle Ages, t. 11 (1988)
- Art. « Polo, Marco », Dictionary of the Middle Ages, t. 10 (1988)
- « Henri le Navigateur, entrepreneur économique », Anuario de estudios medievales. Instituto de historia medievale de España 17 (1987)
- Art. « Navigation : Western European », Dictionary of the Middle Ages, t. 9 (1987)
- Art. « Madeira islands », Dictionary of the Middle Ages, t. 8 (1987)
- avec Schmitt, Eberhard (éd.): Die mittelalterlichen Ursprünge der Europäischen Expansion. München, 1986
- « À propos de l'inféodation des Iles Canaries par le pape Clément VI à l'Infant Don Luis de la Cerda (1344) », Bulletin de l'Institut historique belge de Rome 55/56 (1985/86)
- « Les propriétés foncières des marchands ibériques d'Anvers au XVe siècle », La Ciudad hispánica durante los siglos XIII al XVI 1 (1985)
- Art. « Exploration by Western Europeans », Dictionary of the Middle Ages, t. 4 (1984)
- « Les esclaves dans les communautés rurales médiévales et modernes (Europe occidentale et méditerranéenne, Amérique coloniale) », Les communautés rurales. Rural communities 4 (1984)
- « Aspects de la traite médiévale au Levant vus à travers les sources italiennes. 1. Diachromie de la traite des esclaves tartares. 2. L'activité de traitant d'esclaves d'un marchand vénitien à Constantinople (1436-1439) », Bulletin de l'Institut historique belge de Rome 59 (1983/84)
- « L'esclavage agricole en Crète vénitienne », Bulletin de l'Institut historique belge de Rome 53/54 (1983/84)
- « De la colonisation médiévale italienne au Levant à l'expansion ibérique en Afrique continentale et insulaire. Analyse d'un transfert économique, technologique et culturel », Bulletin de l'Institut historique belge de Rome 59 (1983/84)
- « La présence turque à Otrante (1480-1481) et l'esclavage », Bulletin de l'Institut historique belge de Rome 53/54 (1983/84)
- « Les esclaves musulmans du Midi de la France », Islam et chrétiens du Midi (1983)
- « Le registre du marchand brugeois Martin Van Der Beurse aux archives de Valence (1414-1427) », Mélanges Jean Gautier Dalché (1983)
- « Les Radaniya et Verdun: à propos de la traite des esclaves slaves vers l'Espagne musulmane aux IXe et Xe siècles », Estudios Claudio Sánchez Albornoz, t. 2 (1983)
- Art. « Blacks », Dictionary of the Middle Ages, t. 2 (1983)
- « I paesi della Corona d'Aragona e la tratta pan-mediterranea nel Quattrocento », La Corona d'Aragona e il Mediterraneo, t. 2 (1982)
- « Origine de la classe des affranchis en Crète sous le régime vénitien », Jahrbuch der österreichischen Byzantinistik 32, 2 (1982)
- « La esclavitud en la economía medieval de las Baleares, principalmente en Mallorca », Cuadernos de historia de España 67/68 (1982)
- « Marchands chrétiens et juifs dans l'Etat mamelouk au début du XVe siècle d'après un notaire vénitien », Bulletin de l'Institut historique belge de Rome 51 (1981)
- « Aspects quantitatifs de l'esclavage méditerranéen au bas Moyen Age », Anuario de estudios medievales. Instituto de historia medievale de España 10 (1980)
- Perspectief-verschuivingen in de vroege geschiedenis der Europese expansie. Brussel, 1980
- « Ist mittelalterliche Sklaverei ein bedeutsamer demographischer Faktor gewesen? », Vierteljahrsschrift für Sozial- und Wirtschaftsgeschichte 66 (1979)
- « L'esclavage dans un quartier de Palerme. Aspects quantitatifs », Studi Federigo Melis, t. 3 (1978)
- « Les "magasins" d'esclaves au bas Moyen Âge », FS Hermann Kellenbenz, t. 1 (1978)
- « Le "mariage" des esclaves », Il Matrimonio nella Societá altomedievale (1977)
- « Encore sur les origines de Sclavus = esclave et à propos de la chronologie des débuts de la traite Italienne en mer Noire. », Cultus et cognitio. Studia z dziejów sredniowicznej kultury (1976)
- « Aspects de la production, du commerce et de la consommation des draps flamands au Moyen Âge », Produzione, commercio e consumo dei panni di lana (1976)
- avec Giacomo Devoto et Aleksander Gieysztor: Contributi per la storia economica. Prato, 1975
- « Bibliografie », Miscellanea Charles Verlinden (1975)
- « La traite des esclaves. Un grand commerce international au Xe siècle », Mélanges Edmond-René Labande (1974)
- « À propos de la place des Juifs dans l'économie de l'Europe Occidentale aux IX et Xe siècles, Agobard de Lyon et l'historiographie arabe », Studi Eugenio Duprè Theseider (1974)
- « Mameloucks et traitants », Mélanges Edouard Perroy (1973)
- « Venezia e il commercio degli schiavi provenienti dalle coste orientali del Mediterraneo », Venezia e il Levante fino al secolo XV, t. 1 (1973)
- « From the Mediterranean to the Atlantic: aspects of an economic shift (12th-18th century) », The Journal of European Economic History 32 (1972)